# Ígor Smólnikov
Ígor Aleksándrovich Smólnikov (en ruso: Игорь Александрович Смольников; Kámensk-Uralsky, Unión Soviética, 8 de agosto de 1988) es un exfutbolista ruso que jugaba de defensa.

## Selección nacional
Smólnikov fue llamado para participar con la selección rusa dirigida por Fabio Capello en la convocatoria del 4 de octubre de 2013, para jugar contra las selecciones de Luxemburgo y Azerbaiyán para clasificar al Mundial de Brasil de 2014.

## Clubes
| Club                                  | País  | Año       |
| ------------------------------------- | ----- | --------- |
| F. C. Torpedo Moscú                   | Rusia | 2006-2007 |
| F. C. Lokomotiv Moscú                 | Rusia | 2008-2012 |
| F. C. Ural Sverdlovsk Oblast (cedido) | Rusia | 2009      |
| F. C. Chita (cedido)                  | Rusia | 2009      |
| F. C. Zhemchuzhina-Sochi (cedido)     | Rusia | 2011      |
| F. C. Rostov (cedido)                 | Rusia | 2011-2012 |
| F. C. Rostov                          | Rusia | 2012      |
| F. C. Krasnodar                       | Rusia | 2012-2013 |
| Zenit de San Petersburgo              | Rusia | 2013-2020 |
| F. C. Krasnodar                       | Rusia | 2020-2021 |
| P. F. C. Arsenal Tula                 | Rusia | 2021-2022 |
| F. C. Torpedo Moscú                   | Rusia | 2022      |
| F. C. Lokomotiv Moscú                 | Rusia | 2023      |

## Palmarés

### Títulos nacionales
| Título                | Club                     | País  | Año  |
| --------------------- | ------------------------ | ----- | ---- |
| Liga Premier de Rusia | Zenit de San Petersburgo | Rusia | 2015 |
| Supercopa de Rusia    | Zenit de San Petersburgo | Rusia | 2015 |
| Copa de Rusia         | Zenit de San Petersburgo | Rusia | 2016 |
| Supercopa de Rusia    | Zenit de San Petersburgo | Rusia | 2016 |
| Liga Premier de Rusia | Zenit de San Petersburgo | Rusia | 2019 |
| Liga Premier de Rusia | Zenit de San Petersburgo | Rusia | 2020 |
| Copa de Rusia         | Zenit de San Petersburgo | Rusia | 2020 |